# Le Mans Hypercar

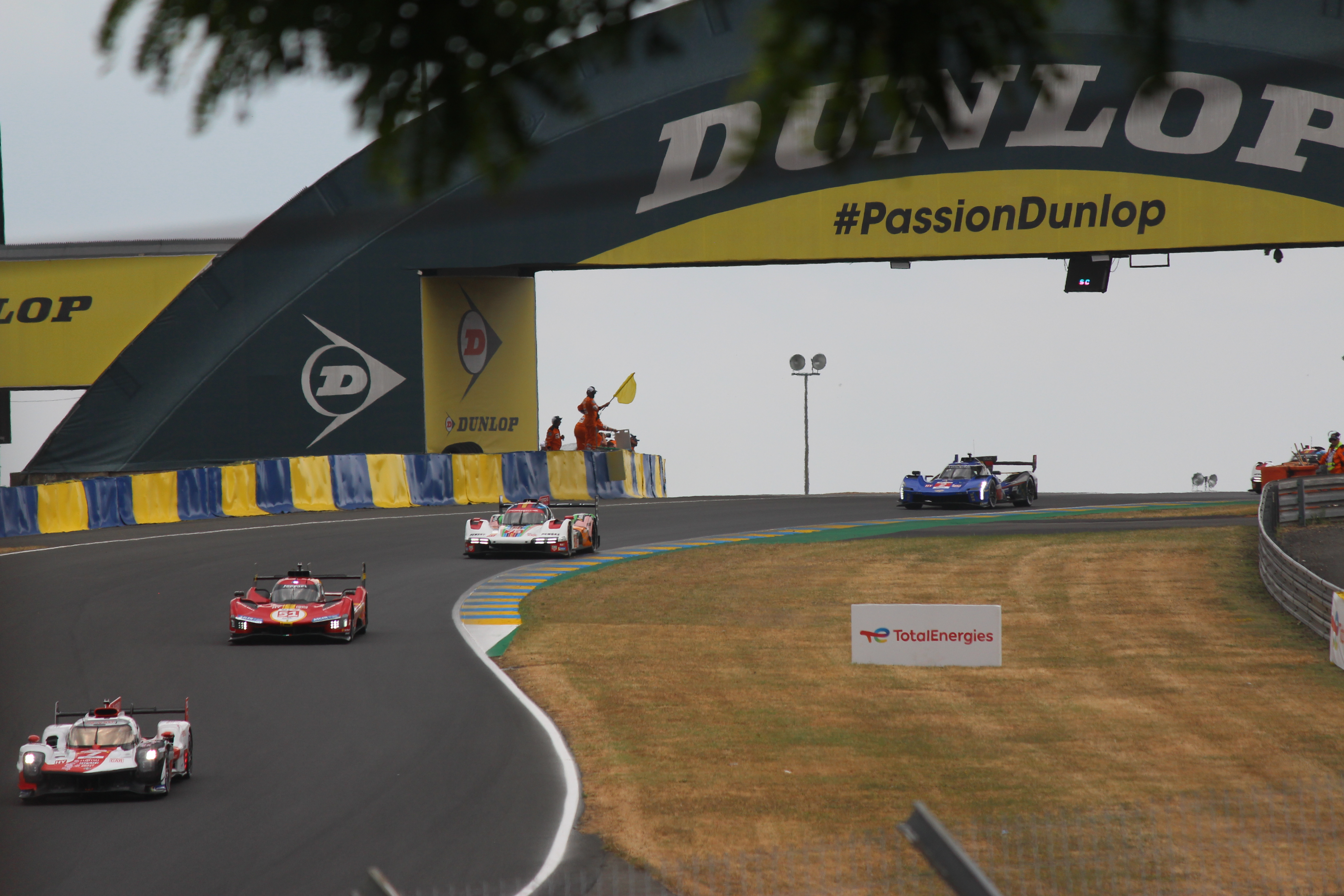
Due prototipi Le Mans Hypercar davanti a due Le Mans Daytona h.

Una Le Mans Hypercar (spesso abbreviata con la sigla LMH) è una vettura da competizione utilizzata nella classe regina del campionato del mondo endurance a partire dalla stagione 2021. Dal 2023 inoltre sono utilizzate insieme alle Le Mans Daytona h (LMDh). Il regolamento è stato scritto congiuntamente tra l'Automobile Club de l'Ouest (ACO) e la Federazione Internazionale dell'Automobile (FIA). Si tratta di vetture Sport Prototipo, pensate per sostituire le vetture LMP1.
A differenza della classe antenata LMP1, le cui regole permettevano solamente prototipi creati appositamente per correre nella categoria, le auto ammesse dal regolamento Le Mans Hypercar possono essere sia versioni da gara di auto stradali già esistenti, sia prototipi disegnati appositamente per correre nella categoria, con la libertà lasciata al costruttore nell'utilizzare o meno la propulsione ibrida.

Targa di classe Hypercar usata nel campionato del mondo endurance.

## Storia
A seguito dell'abbandono da parte di Audi e Porsche del campionato del mondo endurance, con la conseguente diminuzione di case costruttrici partecipanti al campionato, ridotte alla sola Toyota, e all'esponenziale aumento dei costi da fronteggiare nella sottocategoria ibrida delle LMP1, l'ACO ha iniziato a pensare ad una riduzione dei costi per una nuova generazione di LMP1.
Inizialmente si pensò ad una nuova generazione di LMP1 con un sistema ibrido unificato per tutti i costruttori, con un piano di piattaforma condivisa tra IMSA e WEC. Infatti si sono riuniti in trattative i rappresentanti di FIA, ACO e IMSA, con anche i rappresentanti dei costruttori partecipanti e potenziali interessati al campionato. Una rinominazione della categoria fu suggerita solo successivamente da Jean Todt. Precedentemente la classe era stata denominata dalla FIA Le Mans Prototype Hypercar o LMPH, per poi assumere la denominazione attuale.
Alla 24 Ore di Le Mans 2018 la FIA ha innanzitutto confermato che la nuova serie di regolamenti sui prototipi di massimo livello sarebbe stata caratterizzata da concetti di design basati su hypercar stradali. All'epoca parteciparono alle discussioni per la stesura dei regolamenti Toyota, Ford, McLaren, Aston Martin e Ferrari, e si lavorò per raggiungere un budget necessario per l'intera stagione nell'ordine dei 25 milioni di euro, che sarebbe stato del 75% inferiore del budget utilizzato dai team costruttori fino a quel momento.

## Regolamenti tecnici
La superficie frontale della macchina non deve essere inferiore 1,6 m², mentre, vista dall'alto, di lato e frontalmente, la carrozzeria non deve permettere la vista di componenti meccanici, se non espressamente autorizzato dalle normative, o nel rispetto del progetto originale della vettura, i dispositivi aerodinamici mobili non sono ammessi.

### Powertrain
La progettazione del motore è libera, ma sono ammessi solo motori a quattro tempi a benzina. Per i motori derivati da motori di produzione, il blocco e la testata devono essere basati sul motore di serie (possono essere leggermente modificati per lavorazione o aggiunta di materiale) e l'albero motore può essere massimo del 10% più leggero dell'albero di serie, mentre gli angoli delle valvole, il numero di camme e la allocazione di esse devono rimanere gli stessi del motore originale.
Per le auto che utilizzano un sistema di recupero di energia ibrido, la potenza elettrica a corrente continua dell'MGU-K non deve superare i 200 kW, fatta eccezione per l'utilizzo in pit lane, l'MGU-K inoltre può fornire solo coppia motrice positiva alle ruote anteriori alle seguenti condizioni:
- se la velocità dell'auto è di 120 km/h o superiore, quando sono montate gomme slick da asciutto;
- se la velocità dell'auto è superiore a un parametro tra 140 o 160 km/h, stabilito in base al Balance of Performance (BoP), quando non sono montate gomme slick da asciutto;
- se la velocità dell'auto è inferiore a 120 km/h, e rimane tale fino a quando la vettura non rientra in pit lane.[6]

### Scheda tecnica
| Lunghezza massima             | 5000 mm             |
| larghezza massima             | 2000 mm             |
| passo massimo                 | 3150 mm             |
| area frontale minima          | 1,6 m²              |
| peso minimo                   | 1030 kg             |
| peso minimo del motore        | 165 kg              |
| cilindrata                    | nessuna restrizione |
| potenza massima               | 500 kw (679,8 cv)*  |
| diametro ruota massimo        | 710 mm              |
| larghezza massima della ruota | 380 mm              |

*La potenza massima può aumentare in base al BoP

## Vetture LMH
| Costruttore      | Modello                 | Anno | Note                             |
| ---------------- | ----------------------- | ---- | -------------------------------- |
| Aston Martin     | Valkyrie-LMH            | 2025 |                                  |
| Ferrari          | 499P                    | 2023 | Ibrida                           |
| Glickenhaus      | 007 LMH                 | 2021 |                                  |
| Isotta Fraschini | Tipo 6 LMH Competizione | 2024 | Ibrida                           |
| Peugeot          | 9X8                     | 2022 | Ibrida                           |
| Toyota           | GR010 Hybrid            | 2021 | Ibrida                           |
| Vanwall          | Vandervell 680          | 2023 | basata sul telaio ENSO CLM P1/01 |